# SO RIGHT
《SO RIGHT》是日本音樂團體第三代J Soul Brothers的第11張單曲。於2013年12月4日由rhythm zone發售。

## 概要
- 《SO RIGHT》是第三代J Soul Brothers第一張精選專輯及第四張原創專輯《THE BEST / BLUE IMPACT》的先行單曲。
- 《SO RIGHT》是EXILE的AKIRA主演，富士電視台劇集《甜蜜陷阱》的主題曲。
- 此單曲只有「CD ONLY」1個版本。
- 在12月6日於公信榜单曲週排行榜取得第2位。

## 收錄內容

### CD
1. SO RIGHT
（作詞：岡田マリア、作曲：Ichiro Suezawa / Drew Ryan Scott / Devin Fox、編曲：ICHI）

## 備註
1. ↑  . ORICON STYLE. オリコン.   [2014-01-21]. （原始内容存档于2014-01-22）.